# 天然泳池
天然泳池（The Swimming Hole）又名游泳（Swimming），是美国艺术家托马斯·伊肯斯（Thomas Eakins，1844–1916）的一幅油画，创作于1884–1885年，现藏于德克萨斯州沃斯堡的阿蒙·卡特美国艺术博物馆（Amon Carter Museum of American Art）。画作描绘六名男子在湖中裸泳，被认为是美国绘画的杰作。 根据艺术史学家多琳·博尔格的说法，这可能是“伊金斯对裸体形象最完美的再现”， 并称为“他所有户外画中设计最精美的”， 自文艺复兴以来，人体被认为是艺术家训练的基础，和艺术中最具挑战性的主题，裸体是他在宾夕法尼亚美术学院的教学计划的核心。 对伊肯斯来说，这幅画是一个展示他对人类形体的掌握的机会。
在这部作品中，伊肯斯利用了一个例外，虽然总体上维多利亚时代道德观念对于裸体的态度非常拘谨，但是裸体游泳却被广泛接受，对于男性，即使在公共场所，裸泳也被视为正常。伊肯斯是第一位描绘19世纪生活中少见的裸体展示场景的美国艺术家。《天然泳池》发展了他早期作品中提出的这个主题，特别是他对臀部的处理，和他对人体的模糊处理；在某些情况下，无法确定所描绘的是男性还是女性。这些主题早先出现在他的《格罗斯诊所》（1875年）和《威廉·拉什和他的模特》（1877年），后来又出现在他关于拳击手和拳击手的画作中：《计数》（Taking the Count）、《致敬》（Salutat）、《回合之间》（Between Rounds）和《摔跤手》。
虽然男性沐浴者的主题在西方艺术中很常见，从米开朗基罗到杜米埃的艺术家都曾探索过， 但是伊肯斯的处理方式在当时美国艺术中是新颖的。”《天然泳池》被“广泛引用为美国艺术中同性恋的主要例子”。 2008年，艺术评论家汤姆·卢博克这样描述伊肯斯的作品：
这是一幅美国绘画的经典。它展示了一幅健康、男子气概的户外活动场景：一群年轻人脱光衣服去游泳。这是基于艺术家和他的学生们喜欢的游泳远足。伊肯斯本人出现在右下角签名位置的水中。